# Pseudosaproecius comatus
Pseudosaproecius comatus är en skalbaggsart som beskrevs av D'orbigny 1902. Pseudosaproecius comatus ingår i släktet Pseudosaproecius och familjen bladhorningar. Inga underarter finns listade i Catalogue of Life.